# El tenorio tímido
El tenorio tímido (título original, Girl Shy) es una película estadounidense de comedia romántica de cine mudo cuyo estreno tuvo lugar el 20 de abril de 1924. Fue dirigida por Fred C. Newmeyer y Sam Taylor. El reparto de la cinta está compuesto por actores y actrices como Harold Lloyd, Richard Daniels, Job Cobb, Nola Dolberg, Mickey Daniels, Jobyna Ralston, Carlton Griffin y Jackie Condon.

## Argumento
Harold Meadows es un aprendiz de sastre que trabaja en la sastrería de su tío, la cual se encuentra en un pueblo ficticio de California. Es un chico al que le cuesta muchísimo hablar con las mujeres a causa de su pánico a ellas, por eso cuando se encuentra ante una mujer no deja de tartamudear hasta que su tío hace sonar un silbato. A pesar de esto, Harold redacta un libro que se titula El secreto de hacer el amor, en el que se muestran trucos para cortejar a las mujeres.
Un día, Harold conoce a una mujer rica, Mary Buckingham, la cual se fija curiosamente en el libro escrito por Harold (en ese momento, Harold se dirigía a llevar el libro a un editor en Los Ángeles). En lo que se refiere a la vida de Mary, había un hombre que no dejaba de insistir a ella que se casara con él. El libro que Harold escribe no tiene el éxito que él espera por parte de la editorial, sin embargo les resulta muy gracioso a las trabajadoras de la compañía. 
Harold también quiere casarse con Mary, por lo que planea que con lo que gane del libro tratará de conseguir que la chica se case con él. Al volver a la editorial para preguntar cuándo se publicará su libro, el gerente de la misma lo ridiculiza y humilla, diciéndole que el libro es ridículo y que el mismo será formalmente rechazado por correo. Cuando Harold se va, un trabajador de la editorial le sugiere al gerente publicarlo como un libro de humor, por lo que la editorial cambia de opinión y en lugar de rechazarlo le envían un cheque de tres mil dólares como anticipo. 
Rechazado y humillado, Harold decide terminar su relación con Mary, diciéndole que todo lo que le dijo en realidad era una prueba más para seguir escribiendo su libro. Luego, se ríe de ella y se va con otra mujer que paseaba al lado suyo, destrozándole el corazón a Mary. Despechada, ella decide casarse finalmente con DeVore (quien ya le había pedido su mano unas siete veces).
El día de la boda, le llega el cheque a Harold, pero pensando que es la carta de rechazo la destruye. Su tío descubre que en realidad es un cheque pero de todos modos Harold no quiere la plata, ya que lo habían ridiculizado en la editorial. En ese momento entra una mujer a la sastrería y ve en un diario la noticia del casamiento de Mary con DeVore, a lo que ella dice que el señor seguía siendo su esposo, y le pide a Harold que detenga la boda por el bien de Mary. 
Decidido a evitar el casamiento, Harold comienza un viaje hacia la mansión DeVore, en lo que es la escena más icónica de la película, incluyendo una persecución en distintos automóviles, en moto, en tren, tranvía, a caballo, en carro, a pie, e incluso en un camión de bomberos. 
En el desenlace de la película, Harold consigue declarar matrimonio a su amada luego de detener la boda.

## Elenco
- Harold Lloyd como El chico pobre.
- Jobyna Ralston como La chica rica.
- Richard Daniels como El hombre pobre.
- Carlton Griffin El hombre rico.